# Abric Vernet-Oliveres
L'Abric Vernet-Oliveres és un jaciment arqueològic situat al terme municipal de Sant Feliu de Codines, (Vallès Oriental), inclòs a l'Inventari del Patrimoni Arqueològic i Paleontològic de Catalunya.
Es tracta d'un jaciment propi de l'Epipaleolític.

## Situació geogràfica
El jaciment de l'Abric Vernet-Oliveres està situat a 570 metres a l'est del centre de població de Sant Feliu de Codines, a una altitud de 414 metres sobre el nivell del mar. El pendent és suau i acaba de manera abrupta en el llit que ha fer el torrent. S'accedeix per un camí que surt del poble i porta fins a la part superior de la cinglera per camins abandonats que portaven a les zones de cultiu. Es troba al peu de l'espadat, que el delimita per la part oest i nord. A la vegada, està separat en dos sectors per una torrentera (el Sot de la Soleia) que actualment només recull l'aigua de les pluges estacionals. Per aquesta raó, rep el doble nom: Oliveres-Vernet (nom dels propietaris dels terrenys).

## Història de les primeres intervencions arqueològiques
El jaciment va ser localitzat per un veí de Sant Feliu de Codines el 1982 quan una paret caiguda va deixar a la vista nivell de terra amb carbons i taques de coloració rogenca, on es va trobar ceràmica i restes de fauna. Es va realitzar una campanya d'excavació l'any 1986, on principalment hi van participar estudiants de la Universitat Central de Barcelona i de la Universitat Autònoma de Barcelona.

## Troballes
Degut a la bona situació del jaciment, s'han trobat diverses fases d'ocupació, força continuades. Per estratigrafia i pel marcat canvi del sediment, es creu que hi hauria hagut una primera fase pròpia del Paleolític, però no s'han trobat restes d'indústria humana.
En un primer moment el jaciment va ser ocupat per grups de caçadors-recol·lectors epipaleolítics, que van aprofitar-se de les bones condicions econòmiques que els oferia la zona. La quantitat de peces lítiques treballades, així com de la gran quantitat de restes òssies de conills, aus i cérvols permeten parlar d'un campament estacional base (no s'ha trobat cap tipus d'estructura d'habitació) on es realitzaven activitats com la preparació d'utillatge lític, així com la caça i la recol·lecció. A més, donades les marques de cremades que presenten molts dels ossos, es pot establir que en el mateix jaciment es cuinava el que s'obtenia de la caça. Es van trobar vuit ascles de sílex, quars i quarsita.
Posteriorment es creu que el jaciment va ser ocupat per petits grups de pastors seminòmades propis del Neolític, ja que s'han trobat diversos fogars molt petits en aquesta fase, així com la poca presència de ceràmica molt fragmentada, acompanyada per l'absència de qualsevol altre tipus de cultura material. De l'última fase d'ocupació, de l'edat del bronze, destaca la presència de molt material ceràmic, majoritàriament vasos petits, alguns d'ells mostren decoracions a base d'acanalats.